# 1er congrès national du Parti communiste chinois

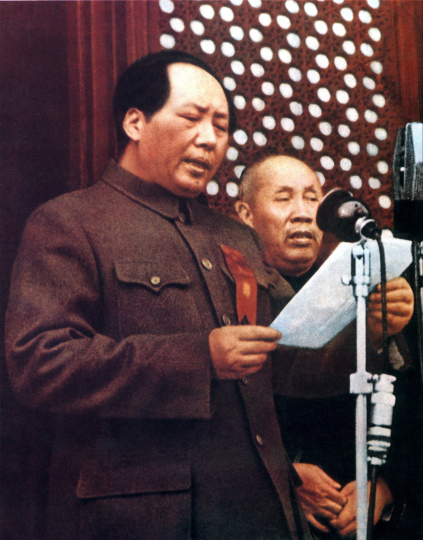
Lors de la proclamation de la République populaire en 1949, Mao Zedong et Dong Biwu était les seuls personnes présentes lors du premier congrès.

Le 1er Congrès national du Parti communiste chinois (en chinois 中国共产党第一次全国代表大会), s'est tenu à Shanghai et à Jiaxing entre le 23 juillet et le 2 août 1921 et marque la création officielle du Parti communiste chinois.

## Historique
Le congrès a commencé dans la maison de Li Hanjun, située rue Bayle, dans la concession française de Shanghai.
Le congrès est une initiative de Grigori Voïtinski qui après avoir pris contact avec des intellectuels socialistes tels que Li Dazhao à Pékin et Chen Duxiu à Shanghai. C'est avec ce dernier qu'il décide d'y réunir des anarchistes et communistes de la chine du Nord. Au début de juin 1921, Henk Sneevliet, également connu sous le nom de Maring (chinois : 马林 ; pinyin : mǎ lín), un représentant du Komintern, arrive à Shanghai et participe également, avec le représentant du Profintern, Nikolsky, à ce congrès. À cette époque, le parti comptait 57 membres.
Durant cette réunion, le parti fixe comme idéologie directrice: le marxisme-léninisme et comme programme suprême la réalisation du communisme. 
Les deux fondateurs du parti, Chen Duxiu et Li Dazhao, n'assistent pas au congrès. En l'absence de Chen Duxiu, Zhang Guotao préside ce 1er congrès national du Parti communiste chinois.
La réunion prend fin à cause du harcèlement de la police de la concession française le 30 juillet. Les délégués ont ensuite déplacé la réunion à Jiaxing.
À l'issue du congrès, Chen Duxiu est élu Secrétaire général (malgré son absence). Zhang Guotao est nommé responsable de l'organisation et Li Da (zh) au poste de Directeur de la propagande.
Sur les 13 représentants qui ont assisté au congrès de 1921, seuls deux seront présents à la cérémonie de proclamation de la République populaire de Chine en 1949, Mao Zedong et Dong Biwu.
Le site de la conférence de Shanghai est transformé en musée en 1961.